# Lord luogotenente del Northamptonshire
La carica di lord luogotenente del Northamptonshire fu dal 1735 la carica responsabile del custos rotulorum of Northamptonshire. La luogotenenza includeva la Soke of Peterborough sino al 1965, quando il Lord Luogotenente dell'Huntingdonshire divenne lord luogotenente di Huntingdon e Peterborough. Questa luogotenenza venne poi unita a quelle del Cambridgeshire e dell'Isola di Ely nel 1974, andando a formare l'attuale carica di lord luogotenente del Cambridgeshire.

## Lord luogotenenti del Northamptonshire
- Sir Christopher Hatton 1576 – 20 novembre 1591
- vacante
- Thomas Cecil, I conte di Exeter 8 settembre 1603 – 8 febbraio 1623
- William Cecil, II conte di Exeter 27 febbraio 1623 – 6 luglio 1640
- John Mordaunt, I conte di Peterborough 16 luglio 1640 – 18 giugno 1643
- Interregnum
- John Cecil, IV conte di Exeter 31 luglio 1660 – 8 agosto 1673 con
  - Mildmay Fane, II conte di Westmorland 31 luglio 1660 – 12 febbraio 1666 con
  - Henry Mordaunt, II conte di Peterborough 21 maggio 1666 – 8 agosto 1673

diviso in East e West Northamptonshire 8 agosto 1673 – 20 febbraio
- - John Cecil, IV conte di Exeter (East Northamptonshire)
  - Henry Mordaunt, II conte di Peterborough (West Northamptonshire)
- Henry Mordaunt, II conte di Peterborough 20 febbraio 1678 – 30 maggio 1689
- Charles Mordaunt, I conte di Monmouth 30 maggio 1689 – 21 luglio 1715
- John Montagu, II duca di Montagu 21 luglio 1715 – 5 luglio 1749
- George Montagu-Dunk, II conte di Halifax 2 ottobre 1749 – 8 giugno 1771
- Spencer Compton, VIII conte di Northampton 6 giugno 1771 – 7 aprile 1796
- Charles Compton, I marchese di Northampton 11 giugno 1796 – 24 maggio 1828
- John Fane, X conte di Westmorland 5 luglio 1828 – 15 dicembre 1841
- Brownlow Cecil, II marchese di Exeter 22 gennaio 1842 – 16 gennaio 1867
- Charles FitzRoy, III barone Southampton 22 febbraio 1867 – 16 luglio 1872
- John Spencer, V conte Spencer 12 agosto 1872 – 27 ottobre 1908
- Charles Spencer, VI conte Spencer 27 ottobre 1908 – 26 settembre 1922
- William Cecil, V marchese di Exeter 14 dicembre 1922 – 11 marzo 1952
- Albert Spencer, VII conte Spencer 11 marzo 1952 – 31 luglio 1967
- Lt. Col. John Walkelyne Chandos-Pole, OBE 31 luglio 1967 – 5 marzo 1984
- John Luke Lowther 5 marzo 1984 – 18 novembre 1998[1]
- Juliet Townsend 18 novembre 1998 – oggi[2]